# Hochflugtauben
Hochflugtauben oder Hochflieger sind eine Gruppe der Tümmlertauben, die sich durch ihren Flugstil auszeichnen. Ihr Flug ist bestimmt durch hohes und anhaltendes, elegantes Fliegen und Kreisen.
Die Hochflieger müssen sofort nach dem Verlassen bzw. Öffnen des Schlages, ohne sich erst aufs Dach zu setzen, in weiten Spiralen zu bedeutender Höhe hinaufschrauben und dann stundenlang, oft nur noch als Punkte erkennbar, ihre gewandten, sicheren, eleganten Kreise ziehen und Schwenkungen ausführen. Je gewandter und ausdauernder ihr Flug, desto wertvoller die Tauben.
Die meisten Hochflieger sind Truppflieger. Sie werden in Trupps (Stichen, Flugten, Schwärmen) aufgelassen, „gejagt“ (in Wien, wo dies UNESCO-Weltkulturerbestatus erlangte, „gejaukt“) oder „gestochen“. Während des Fluges halten sie Stich: sie steigen, kreisen und schwenken im dicht geschlossenen Trupp, ohne dass sich einzelne Tauben vom Schwarm ablösen oder gar fallen lassen.
Diejenigen Hoch- und Dauerflieger, die nicht in Trupps, sondern von Anfang an jede für sich ihre Flugkünste zeigen, nennt man Soloflieger. Ihre Dressur und Beaufsichtigung erfordern vom Pfleger oder Halter dieser Tauben mehr Zeit für das Training als das für Truppflieger oder Purzler, einer zweiten Gruppe der Tümmlertauben.
Als Soloflieger bezeichnete Bruno Dürigen nur die Hannoveraner, Celler und Bremer Rassen. Truppflieger sind die Danziger, Berliner und Wiener, die Braunschweiger, Holländer, Stralsunder, Dänen, Hamburger, Krakauer, Prager und Pester. Die Englischen Flugtippler sind ausgezeichnete Dauerflieger.

## Rassen
- Altwiener Hochflieger
- Bakuer Hochflieger (Bakiner)
- Bayerischer Hochflieger
- Belgischer Hochflieger
- Budapester Hochflieger
- Budapester Weißschwingiger Hochflieger
- Cumulet Hochflieger
- Danziger Hochflieger
- Französischer Hochflieger
- Makoer Hochflieger
- Memeler Hochflieger
- Niederländischer Hochflieger
- Nischer Hochflieger
- Polnischer Schildiger Hochflieger
- Rumänischer Bindiger Hochflieger
- Rumänischer kirschroter Hochflieger
- Rumänischer rostfarbiger Hochflieger
- Serbischer Hochflieger
- Stralsunder Hochflieger
- Ungarischer Dunkelgestorchter Hochflieger
- Wiener Hochflieger

## Nachweis
- Bruno Dürigen: Die Geflügelzucht nach ihrem jetzigen rationellen Standpunkt. Zweite neubearbeitete Auflage, Verlagsbuchhandlung Paul Parey (Verlag für Landwirtschaft, Gartenbau und Forstwesen), Berlin 1906, S. 516f archive.org